# نيكي كركوف
نيكي كركوف (بالهولندية: Nikki)‏ هي مغنية هولندية، ولدت في 21 ديسمبر 1983 في سينت أوداروده في هولندا.

## وصلات خارجية
- نيكي كركوف على موقع IMDb (الإنجليزية)
- نيكي كركوف على موقع ميوزك برينز (الإنجليزية)
- نيكي كركوف على موقع ديسكوغز (الإنجليزية)
- نيكي كركوف على موقع قاعدة بيانات الفيلم (الإنجليزية)